# Edward Hyde (3e comte de Clarendon)
Pour les articles homonymes, voir Edward Hyde et Hyde.
Edward Hyde, 3e comte de Clarendon (28 novembre 1661 - 31 mars 1723), titré vicomte Cornbury entre 1674 et 1709, est un aristocrate anglais et homme politique. Mieux connu sous son titre noble de Lord Cornbury, il est propulsé au premier plan de la politique anglaise lorsqu'il fait défection avec une partie de son armée, au roi catholique Jacques II, pour soutenir le nouveau prétendant protestant, Guillaume III d'Orange. Ces actions font partie du début de la Glorieuse Révolution de 1688. Le choix de Cornbury de soutenir sa cousine Anne au lieu de William après la rébellion lui coûte sa commission militaire. Cependant, le soutien de Cornbury au règne du roi William lui vaut finalement le poste de gouverneur des provinces de New York et du New Jersey entre 1701 et 1708.
En tant que gouverneur haut-tory, sa mission principale est de protéger les colonies pendant la guerre de Succession d'Espagne (connue dans les Amériques sous le nom de guerre de la reine Anne ou la 2e guerre française et indienne ; 1701-1714). Son administration empêche avec succès les incursions françaises dans les colonies du milieu. Cependant, il s'embourbe dans les nombreux conflits de factions de la région et accumule de puissants ennemis politiques tels que Lewis Morris, qui devient gouverneur du New Jersey en 1738.
En 1708, la lassitude de la guerre entraîne un changement dans la tendance politique en Grande-Bretagne. Le gouverneur Cornbury est rappelé des colonies, mais est peu après installé comme membre du conseil privé de la reine Anne. La fortune de Lord Cornbury change à nouveau lorsque George Ier est couronné roi de Grande-Bretagne le 1er août 1714. En disgrâce, Lord Cornbury meurt à Chelsea, Londres, le 31 mars 1723.
La conduite de Lord Cornbury en tant que gouverneur est généralement restée dans les mémoires comme scandaleuse. Il est accusé par ses ennemis politiques d'être un travesti, un débauché moral et sauvagement corrompu.

## Jeunesse
Edward Hyde, est le seul enfant de Henry Hyde (2e comte de Clarendon) (1638-1709) et Theodosia Capell (1640-1662), fille d'Arthur Capel (1er baron Capel), et sœur d'Arthur Capell. Theodosia donne naissance à Edward onze mois après le mariage. Trois mois seulement après la naissance d'Edouard, en mars 1662, sa mère Theodosia meurt de la variole.

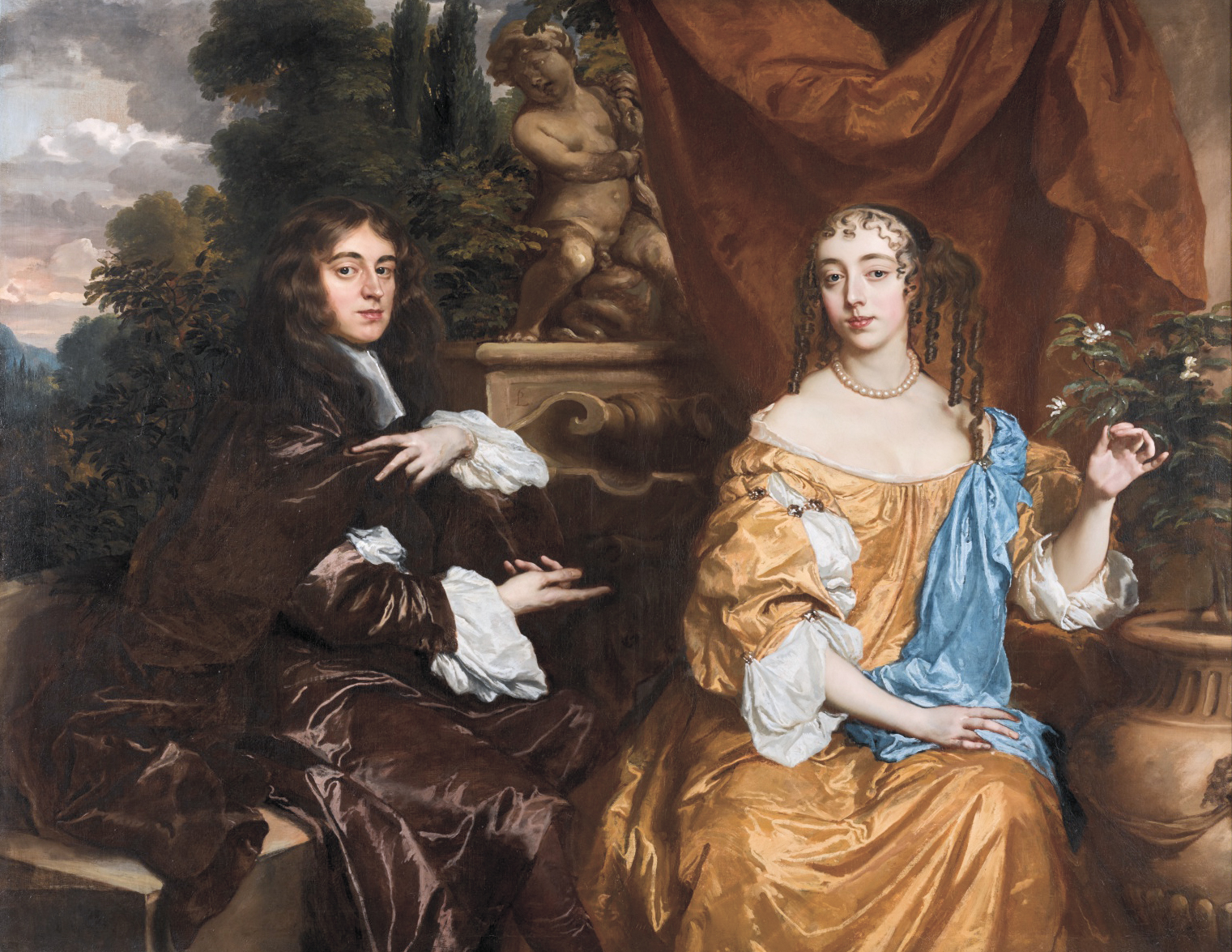
Les parents de Hyde : Henry Hyde, vicomte Cornbury, plus tard 2e comte de Clarendon (1688-1709) et sa femme, Theodosia Capel, vicomtesse Cornbury, par Peter Lely

La famille Hyde a des liens étroits avec la monarchie : le grand-père d'Edward, également nommé Edward, est le 1er comte de Clarendon (1609-1674). Il est né roturier mais devient un conseiller important du roi Charles Ier (après 1641) et de Charles II (après 1651). Il est surtout connu pour avoir négocié la restauration de la monarchie anglaise en 1660 à travers une série de dispositions connues sous le nom de code Clarendon. La même année, Charles II regagne le trône, la fille de Clarendon, Anne Hyde (1637-1671), épouse le frère cadet et héritier du nouveau roi, James, duc d'York. Pendant ce temps, le fils aîné de Clarendon, Henry, s'allie avec les Capell de Hadham, l'une des familles les plus riches d'Angleterre. La tante d'Edward, Anne, la duchesse d'York est la mère de deux reines anglaises, Mary II et Anne.
À 13 ans, Edward s'inscrit à Christ Church, Oxford le 23 janvier 1675. À peine un an plus tôt, il a hérité du titre de vicomte Cornbury lorsque son père devient 2e comte de Clarendon. Il étudie ensuite à l'Académie de Calvin à Genève.

## Service militaire
Après l'obtention de son diplôme, Lord Cornbury rejoint le Royal Regiment of Dragoons sous le commandement de John Churchill, le futur duc de Marlborough. Il devient lieutenant-colonel en 1683. Il est stationné à Vienne, en Autriche, au début de 1685, protégeant la ville de l'Empire ottoman . Cornbury prend de l'importance plus tard cette année-là, en raison d'une lutte pour le trône déclenchée par la mort du roi Charles II le 6 février 1685. Jacques II est l'héritier légitime, mais il est un fervent catholique. Son neveu, James Scott (1er duc de Monmouth), est illégitime mais protestant. Le 11 juin 1685, Monmouth débarque en Angleterre dans l'espoir de recueillir le soutien populaire pour sa prétention au trône, déclenchant la rébellion de Monmouth .
En réponse, le roi Jacques II nomme John Churchill commandant en second des armées royalistes, tandis que Lord Cornbury est promu au commandement des Royal Dragoons. La rébellion est rapidement écrasée, les Royal Dragoons jouant un rôle de premier plan. En récompense de ses services, Cornbury reçoit un siège au Parlement loyal de 1685 . Il continue à se distinguer et est député du Wiltshire jusqu'en 1695 et de Christchurch de 1695 à 1701. Il obtient le poste de maître du cheval du roi de Danemark en 1685 .

### Glorieuse Révolution
Cornbury joue un rôle crucial dans la Glorious Rebellion, devenant le premier officier anglais à faire défection pour l'envahisseur Guillaume III d'Orange. La rébellion commence le 18 juin 1688, lorsque d'éminents nobles anglais (les « Immortal Seven ») envoient une lettre à Guillaume III d'Orange demandant son intervention dans la politique anglaise du côté protestant. En réponse, William arrive à Brixham, dans le sud-ouest de l'Angleterre, le 5 novembre avec plus de 450 navires, 15 000 à 18 000 hommes et 3 660 cavaliers,,. Les Cornbury's Dragoons sont la première unité royaliste à entrer en contact avec la force d'invasion - sans s'engager. Une petite escarmouche a lieu à Sherborne le 20 novembre, mais peu de temps après, Lord Cornbury fait défection aux côtés de William, emmenant plusieurs de ses dragons avec lui. Quatre jours plus tard, le 24 novembre, le mentor de Cornbury, Lord Churchill, change également de camp. Bien qu'un nombre relativement faible d'hommes de Cornbury aient fait défection avec lui, les comptes vont d'un minimum de 27 à un maximum de 100, l'effet des actions de Cornbury et Churchill est dévastateur pour le moral des loyalistes, et des rumeurs se répandent selon lesquelles l'intégralité de leurs régiments a fait défection avec eux. Son père désespère d'entendre que son fils est un rebelle, mais il finit par aider à négocier entre James et William.
Fin décembre, James a démantelé son armée et s'enfuit en France. James parti, le Parlement débat pour savoir si William régnerait en tant que roi à part entière ou en tant qu'époux de la reine Mary. Lord Cornbury plaide pour placer sa cousine Anne après Mary, en contournant William. En fin de compte, le Parlement favorise William, qui considère le soutien de Cornbury à Anne comme déloyal, et renie son vœu sur le champ de bataille qu'il n'oublierait jamais le service de Cornbury. Il punit Cornbury en le licenciant de son régiment le 17 juillet 1689, et de son poste cérémoniel de maître de cheval en mai 1690.

### Post-révolution
Cornbury se retrouve, lui et sa famille, sans revenu et de plus en plus endetté. En tant que noble, il ne peut pas simplement obtenir un emploi, il aurait besoin de trouver un revenu par des moyens royaux ou politiques. Il a du mal à s'en sortir de 1690 à 1698. Cependant, il continue à siéger au Parlement et son soutien politique à William porte ses fruits de plusieurs manières. En 1698, William accepte de payer 10 £ par semaine à Cornbury, allégeant ainsi ses charges financières. Au printemps 1701, William récompense le soutien et le service continus de Cornbury et le nomme gouverneur de New York.
William est décédé avant que Cornbury ne devienne gouverneur et la couronne va à la sœur cadette de la reine Mary II, Anne. Le soutien de Cornbury pour le trône dans la Glorieuse Révolution, combiné au fait d'être son cousin germain, aide Cornbury. Anne continue à soutenir Cornbury et le récompense généreusement à son retour du poste de gouverneur.

## Gouverneur de New York et du New Jersey

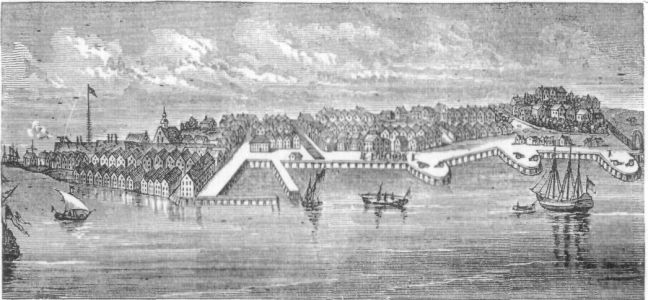
New-York 1700

Lord Cornbury arrive à New York le 3 mai 1702, pour commencer son mandat de gouverneur et est gracieusement accueilli par l'aristocratie locale. Hyde assume le poste de gouverneur au milieu de la guerre de la reine Anne, qui menace les colonies. Lorsque Lord Cornbury est nommé gouverneur, il est également nommé « capitaine général de toutes les forces maritimes et terrestres » pour toutes les colonies au nord de la Virginie. À son arrivée, le nouveau gouverneur inspecte l'anneau de forts défensifs de la colonie et les trouvent dans un état de délabrement total, le fort défensif clé d'Albany étant essentiellement inutilisable,,,.
En août 1703, la province nouvellement formée de New Jersey est ajoutée aux responsabilités de Cornbury par la reine Anne .
Le gouverneur limoge immédiatement le colonel Wolfgang William Römer, l'ingénieur impérial chargé de l'entretien des forts. Il assume alors la supervision directe d'un vaste projet de construction d'une grande forteresse entourée de remparts en pierre (plus tard nommée Fort Frederick). En août 1702, le gouverneur Cornbury visite le site avec des représentants des cinq nations iroquoises.
L'invasion par la mer est l'autre menace pour New York. Les abords du port de New York sont fortifiés par un Fort William Henry reconstruit sur la pointe de l'île de Manhattan, en plus d'une ligne de forts et de palissades sur les deux rives de la rivière Hudson jusqu'à l'East River. Un parapet à canon borde les berges de l'île. Certains des canons ont été réquisitionnés sur des navires dans le port. Les craintes d'une attaque par la mer se réalisent le 26 juillet 1706, lorsque le brick français de 16 canons Queen Anne apparait soudainement au large de Sandy Hook à l'entrée du port. Les rumeurs se propagent rapidement selon lesquelles 10 autres navires sont en route depuis les caps de Virginie.
La panique qui en résulte est amplifiée par le fait que les fortifications du goulet de Verrazano sont encore incomplètes . La population locale se précipite sur le site et creuse rapidement des remblais défensifs. Le navire français s'éloigne sans attaquer, et la flotte qui approche s'avère être constituée de 10 navires qui ont été capturés aux Français. En 1703, l'Assemblée de New York charge le maire William Peartree. Cependant, le blâme est rapidement déplacé vers le gouverneur Cornbury, avec des accusations de détournement de fonds. L'accusation incite l'Assemblée de New York à couper le financement du gouverneur et à gérer directement le budget colonial . Aucune incursion française ou indigène dans la colonie de New York n'a lieu tout au long de la guerre de 11 ans .

### Questions religieuses et politiques
Malgré une minorité anglicane, le gouverneur Cornbury est déterminé à faire de l'Église d'Angleterre la religion d'État dans les colonies. Il est choqué de découvrir que des fonds publics ont été utilisés pour construire et entretenir une église presbytérienne dans le village de Jamaïque à Long Island. Le 4 juillet 1704, l'église, le presbytère et les bâtiments associés sont confisqués pour être utilisés par l'église anglicane.
Le scandale religieux le plus notoire de Cornbury implique le révérend Francis Makemie (en) (1658-1708), le « père du presbytérianisme américain ». Au cours de 1683-1706, le ministre établit les premières congrégations presbytériennes en Amérique, principalement dans le Maryland, la Virginie et la Pennsylvanie. De passage à New York en janvier 1707, le révérend Makemie dirige un culte dans une maison privée. Pendant le service, il effectue un baptême d'enfant. Ce faisant, il viole plusieurs lois anglaises interdisant la pratique des religions « dissidentes ».
C'est une époque de tension accrue : les Actes d'Union (1706 & 1707) viennent d'unir l'Angleterre et l'Écosse sous un même gouvernement. La plupart des Écossais désapprouvent avec véhémence le changement, les presbytériens en particulier. Des rumeurs circulent au sujet de groupes dissidents complotant la subversion, l'émeute ou la révolution. De hauts conservateurs comme Cornbury se rallient au cri de « l' Église en danger » – la menace supposée posée par les whigs et les non-conformistes. Le gouverneur Cornbury arrête le ministre en visite pour avoir prêché sans licence. Sept semaines plus tard, Makemie est jugé par la Cour suprême de New York et acquitté.
Au cours de cette période, Cornbury se trouve en désaccord avec Lewis Morris (1671-1746), alors membre du Conseil provincial du New Jersey et futur rival de Cornbury. Cornbury répond en suspendant Morris de la chambre haute en septembre 1704. Morris s'excuse auprès du gouverneur et est réintégré, mais en décembre 1704, Cornbury le suspend à nouveau.
Pendant ce temps, l'Église anglicane prospère. Trinity Church, la première église de New York, ouvre ses portes au culte le 3 mars 1698. En 1705, le gouverneur Cornbury et Lewis Morris - malgré l'animosité entre les deux - s'arrangent pour ajouter 215 acres des propriétés de Morris, connues sous le nom de Queen's Farm, aux propriétés de l'église Trinity . Le site est destiné à un nouveau collège, qui est finalement fondé en 1754 sous le nom de King's College. Le 1er mai 1784, le nom est changé pour Columbia University ,.
La première rue de New York est pavée, avec des trottoirs installés en 1648 par Anneke Lockermans Van Cortland, alors que la ville est encore New Amsterdam. Au cours de la seconde moitié du mandat de Cornbury, les rues et les trottoirs sont pavés dans la zone autour de l'église Trinity, des seaux à incendie sont placés dans toute la ville et un nouveau service d'incendie est créé avec deux crochets et huit échelles.

## Fin de carrière
En décembre 1708, il est assigné à résidence par le shérif de New York pour dettes impayées. Depuis 1705, les assemblées de New York et du New Jersey refusent d'affecter des fonds pour le salaire du gouverneur et le soutien de la garnison coloniale. Tous deux sont contraints de survivre grâce à des fonds empruntés, ce qui conduit Cornbury à accumuler des dettes importantes,. En conséquence, l'ex-gouverneur est toujours en ville pour accueillir son successeur, John Lovelace, baron de Hurley (arrivé le 18 décembre 1708). Malheureusement, le nouveau gouverneur meurt cinq mois plus tard. L'administration de la colonie incombe alors à Richard Ingoldsby, qui a été lieutenant-gouverneur et fervent partisan de Cornbury. Ainsi, la politique coloniale reste inchangée. Les colons continuent à demander l'intervention de Cornbury dans les affaires locales pendant au moins une autre décennie. Après une série de gouverneurs par intérim, le général Robert Hunter arrive en 1710 pour occuper le poste de façon permanente. Il sert jusqu'en 1720.
La fortune de Cornbury bascule peu de temps après son rappel en tant que gouverneur. La mort de son père l'élève à la pairie, et avec elle, l'immunité parlementaire contre les actions civiles, le sauvant ainsi de la prison pour dettes (31 octobre 1709). À son retour en Angleterre, la reine lui accorde une pension et un logement à Somerset House, l'un des palais royaux. Il rejoint le ministère Harley en tant que premier commissaire de l'amirauté en décembre 1711.
Bien que membre du cabinet de Harley, Cornbury sort indemne de la série de scandales qui secouent la direction des conservateurs au cours de cette période : son ancien mentor, le duc de Marlborough est démis de ses fonctions de capitaine général (29 décembre 1711), accusé de corruption et de détournement de fonds. Plusieurs « hauts conservateurs » sont impliqués dans le soulèvement jacobite (catholique) de 1715, qui soutient Jacques François Stuart comme successeur de la reine défunte. Et enfin, il n'est pas lié à la faillite de la Compagnie de la mer du Sud, qui cause la ruine et la faillite de nombreux aristocrates et fonctionnaires en 1720-1721.

### Émissaire spécial à Hanovre et mort
Au milieu des troubles politiques, la reine Anne envoie Cornbury en remplacement de l'émissaire de Harley à son successeur, George, électeur de Hanovre (1660-1727 ; roi 1714-1727). De son arrivée jusqu'à la mort de la reine en août 1714, Cornbury dîne et passe ses soirées avec la famille royale. « Monseigneur Clarendon est très apprécié à la Cour », écrit son secrétaire, John Gay.
Une fois que le roi George Ier ait accédé au trône britannique après la succession de Hanovre, son animosité envers les conservateurs devient apparente et Cornbury perd son poste d'émissaire. Cornbury continue à être actif à la Chambre des lords jusqu'à environ 1720. Il meurt le 31 mars 1723 à Chelsea, Londres, sa mort reçoit peu d'attention. Il est inhumé dans la chapelle Henri VII de l'abbaye de Westminster, dans la crypte de la famille Hyde .

## Famille
Lord Cornbury s'enfuit avec Katherine O'Brien, la 8e baronne Clifton le 10 juillet 1685. Elle est la fille de Henry O'Brien (Lord Ibrackan), 7e comte de Thomond. Lady Cornbury est décédée à l'âge de 33 ans à New York le 11 août 1706 et est enterrée à Trinity Church, New York .
- Catherine Hyde. Morte jeune.
- Marie Hyde (-1697)
- Edward Hyde, vicomte Cornbury et 9e baron Clifton (1691–février 1713), décédé célibataire à l'âge de 22 ans en raison de la fièvre.
- Theodosia Hyde, 10e baronne Clifton (9 novembre 1695 – 30 juillet 1722) Mariée en août 1713 à John Bligh, 1er comte de Darnley (1687-1728). Décédée d'une septicémie à l'âge de 26 ans peu après la naissance de son 7e enfant.

## Sources
- Bonomi, Patricia (1998). Le scandale Lord Cornbury : la politique de la réputation en Amérique britannique . Presse de l'Université de Caroline du Nord.
- Stand, Mary L (1859). Histoire de la ville de New York de sa plus ancienne colonie à l'heure actuelle . New York : Clark & Meeker, en particulier. Chapitre IX. Disponible sur : https://archive.org/details/historycitynewy03bootgoog
- Cody, Edward J. (1982). Les gouverneurs du New Jersey 1664-1974 . Edité par Paul A. Stellham et Michael J. Birkner. Trenton, NJ : La Commission. Pages 36-39.
- Pierre, Guillaume L (1892). Chapter II: The Administration of Lord Cornbury, 1702-1708 (pages 55-92), dans The Memorial History of the City of New York, Vol II, ed James Wilson; New York : New York History Company disponible sur : http://www.columbia.edu/cu/lweb/digital/collections/cul/texts/ldpd_6202415_002/index.html
- Reynolds, Cuyler Ed (1906). Chroniques d'Albany : Une histoire de la ville arrangée chronologiquement du règlement le plus tôt au temps présent, Albany : Lyon Co Printers. [archive.org/details/albanychronicles01reyn]
- Shelly Ross, Fall From Grace: Sex, Scandal, and Corruption in American Politics from 1702 to the Present, Ballantine Books New York, 1988 (ISBN 978-0-345-35381-8, lire en ligne)